# Lương (nhà Hán)

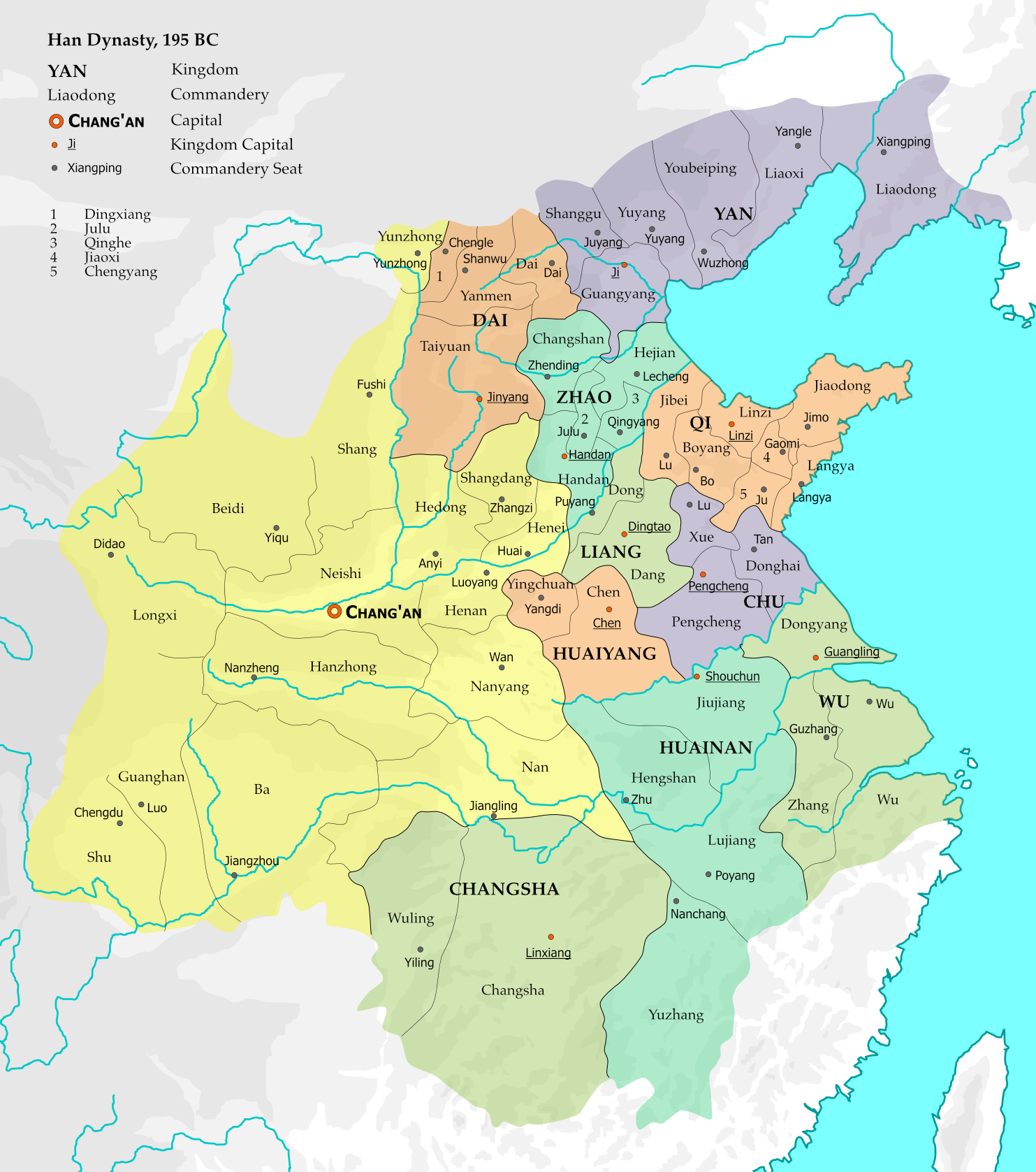
Đế quốc Hán năm 195 TCN

Lương (tiếng Trung: 梁國) là một phong quốc chư hầu dưới thời đại nhà Hán. Lãnh thổ của nước này nằm trong các tỉnh Hà Nam, An Huy và Sơn Đông hiện đại.

## Lãnh thổ và dân số
Vào năm thứ 2, Lương gồm 8 quận: Đặng (碭), Tử (甾), Chu Khâu (杼秋), Mạnh (蒙), Dĩ Thị (已氏), Ngu (虞), Hạ Ấp (下邑) và Tuy Dương (睢陽). Dân số là 106.752, tương đương 38.709 hộ.
Đến năm 140, Lương gồm 9 quận: Hạ Ấp, Tuy Dương, Ngu, Nãng Sơn (碭山), Mạnh, Cốc Thục (穀熟), Yên (焉), Ninh Lăng (寧陵) và Bác (薄). Dân số là 431.283, tương đương 83.300 hộ.